# 奧氏麗花鮨
奧氏麗花鮨，為輻鰭魚綱鱸形目鱸亞目麗花鮨科的其中一種，分布於澳洲及紐西蘭海域，為溫帶海水魚，深度20-100公尺，體長可達30公分，棲息在沿岸礁石區水域，生活習性不明。